# Acanthormius dentifer
Acanthormius dentifer är en stekelart som beskrevs av Van Achterberg 1995. Acanthormius dentifer ingår i släktet Acanthormius och familjen bracksteklar. Inga underarter finns listade i Catalogue of Life.